# Тревілле (провінція Алессандрія)
Тревілле (італ. Treville, п'єм. Tërvila) — муніципалітет в Італії, у регіоні П'ємонт,  провінція Алессандрія.
Тревілле розташоване на відстані близько 490 км на північний захід від Рима, 55 км на схід від Турина, 29 км на північний захід від Алессандрії.
Населення — 283 особи (2014).
Щорічний фестиваль відбувається 7 грудня. Покровитель — Sant'Ambrogio.

## Демографія
Населення за роками:

Станом на 1 січня 2023 року в муніципалітеті офіційно проживало 10 іноземців з 5 країн, серед них 5 громадян країн Євросоюзу та 1 громадянин України.

## Сусідні муніципалітети
- Черезето
- Оццано-Монферрато
- Сала-Монферрато